# Simon Lepage
Simon Lepage est un acteur québécois.

## Biographie
Diplômé du Conservatoire d'art dramatique de Québec en 2011, Simon Lepage  est un acteur québécois de théâtre et de télévision

## Théâtrographie (interprétation)
- 2015 : Bousilles et les justes, de Gratien Gélinas mise en scène de Jean-Pierre Beaudoin, au Théâtre de la Bordée[1]
- 2015 : Usages, mise en scène d'Amélie Bergeron, au Théâtre Premier Acte[2]
- 2015 : W;t, mise en scène de Michel Nadeau, au Théâtre de la Bordée[3]
- 2014 : Chante avec moi, mise en scène d'Olivier Choinière, au Théâtre du Trident[4]
- 2013-2-15 : La Guerre des tuques, mise en scène de Fabien Cloutier, au Musée national des beaux-arts du Québec
- 2013 : Hamlet, mise en scène de Marie-Josée Bastien, au Théâtre de la Bordée
- 2013 : Semblance, mise en scène de Jean-Philippe Joubert

## Télévision
- 2012 : Trauma, réalisation de François Gingras
- 2012 : Tu m'aimes-tu, réalisation de Podz